# 小笠原長胤 (石見小笠原氏)
小笠原 長胤（おがさわら ながたね）は、鎌倉時代から南北朝時代にかけての武士。石見国邑智郡河本郷（現在の島根県邑智郡川本町）の温湯城を本拠とする国人・石見小笠原氏の第3代当主。

## 生涯
石見小笠原氏第2代当主の小笠原家長の子として生まれる。
正和2年（1313年）、祖父・長親が死去。長親が死去した時期は、諸国の御家人たちが諸子に所領を分与して独立させる動きを見せており、長親もその死に際して所領分与を行ったと考えられ、長胤の父の家長には石見国邑智郡の河本郷と村之郷が譲られた。
石見国の所領を譲られた家長は長胤と共に阿波国から石見国の村之郷に移り住み、以後約20年に渡って河本郷と村之郷の経営に当たったが、元弘3年/正慶2年（1333年）3月20日に家長が戦死したことから、長胤がその後を継いだ。
建武2年（1335年）、足利尊氏と後醍醐天皇の対立が激化し、足利尊氏討伐の勅命が下ると、長胤は初め宮方（南朝）に味方した。しかし、延元元年/建武3年（1336年）に上野頼兼が石見国で募兵を行うと、長胤は募兵に応じて武家方（北朝）へと転じた。武家方に転じた長胤は、嫡男の長氏と共に石見国邇摩郡三久須での戦いで宮方の楠木氏を破る等の活躍をし、石見小笠原氏の所領を次第に拡大していった。
長胤と長氏は、宮方の佐波氏や福屋氏に対抗するための支城として赤城山城を築いていたが、領地の拡大に伴い、河本郷の会下谷に温湯城を築いて居城とした。温湯城は、石見小笠原氏の元々の所領である村之郷と、新たに所領となった三原という二大穀倉地帯の中間地点に位置しており、領地支配の中心的拠点となる恒久的居城とするために、長胤の晩年にあたる興国年間（1340年-1345年）に築城されたと考えられている。
興国7年/貞和2年（1346年）8月1日に死去。嫡男の長氏が後を継いだ。

## 系譜
- 父：小笠原家長
- 母：不詳
- 妻：不詳
  - 嫡男：小笠原長氏
  - 男子：小笠原長義
  - 女子：益田玄蕃頭室